# Opus africanum

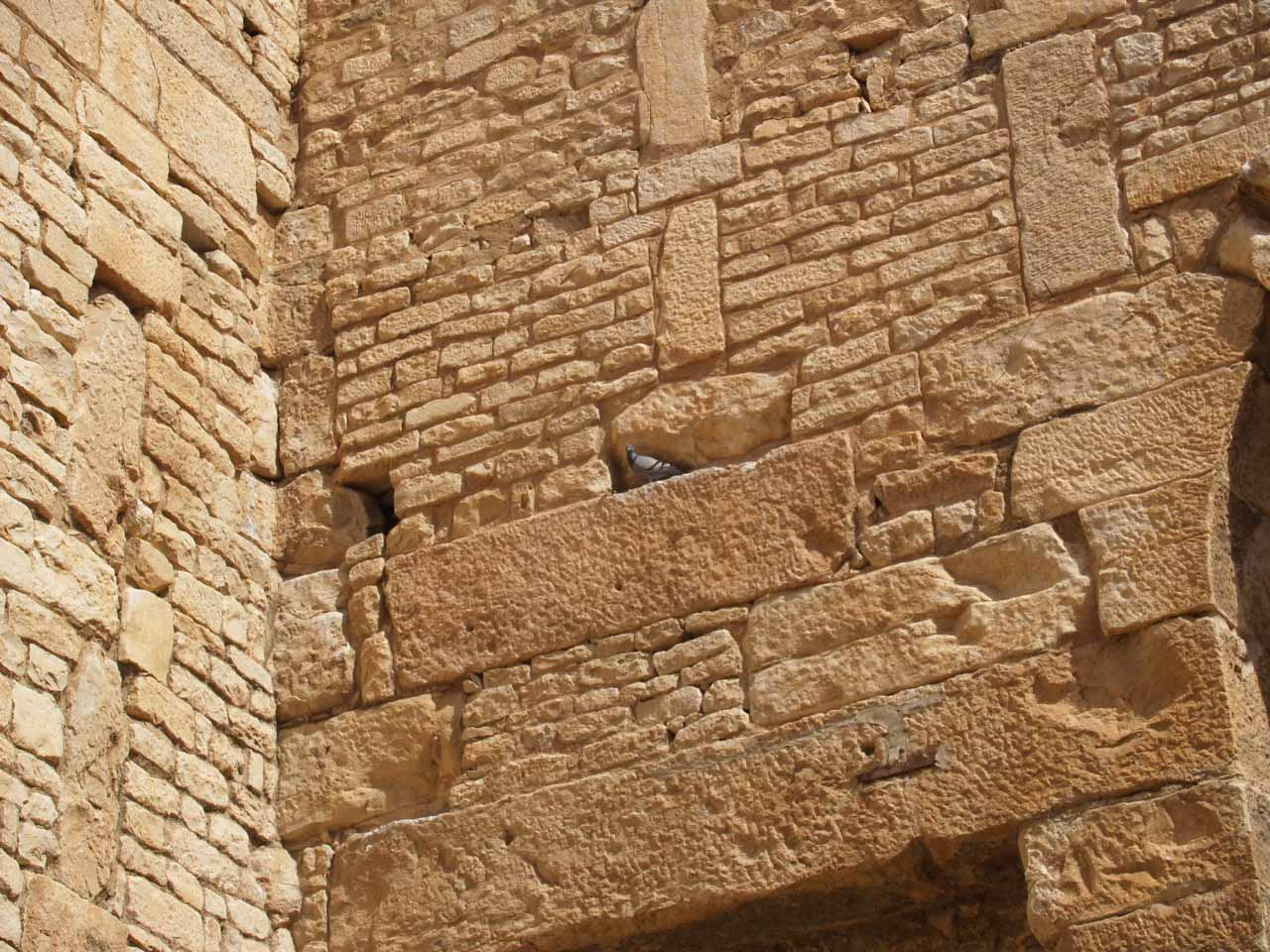
Opus africanum utilizado en el Capitolio de Dougga.

Opus africanum es una técnica de aparejo utilizada en las arquitecturas Cartaginense y de la Antigua Roma, caracterizada por cadenas de sillares verticales, a modo de pilares, alternando con horizontales, y con rellenos de mampuestos o sillarejos. Su nombre deriva de la provincia romana de África y es común en África del Norte, pero también se puede encontrar en Sicilia y el sur de Italia.